# Sveti Jurij ob Ščavnici
Sveti Jurij ob Ščavnici (in tedesco St. Georgen an der Stainz) è un comune di 2 975 abitanti della Slovenia nord-orientale. 
Il comune è famoso per i suoi vini e per le numerosissime persone famose che vi nacquero, tra le quali il politico Anton Korošec, il poeta Edvard Kocbek, il teologo Vekoslav Grmič, l'etnologo Davorin Trstenjak e lo scrittore drammatico Bratko Kreft.

## Località
Il comune di Sveti Jurij ob Ščavnici è diviso in 27 insediamenti (naselja):
| - Biserjane - Blaguš - Bolehnečici - Brezje - Čakova - Dragotinci - Gabrc - Galušak - Grabonoš | - Grabšinci - Jamna - Kočki Vrh - Kokolajnščak - Kraljevci - Kupetinci - Kutinci - Mali Moravščak - Rožički Vrh | - Selišči - Slaptinci - Sovjak - Stanetinci - Stara Gora - Sveti Jurij ob Ščavnici - Terbegovci - Ženik - Žihlava |